# Pisont István
Pisont István (Orosháza, 1970. május 16. –) válogatott labdarúgó, edző.
A Budapest Honvéd FC egykori klasszisa, aki a fővárosi alakulattal három bajnoki címet is nyert.
A kispesti szurkolók egyik kedvenc rigmusa volt a "Pisont István a legnagyobb király!", amelyet Kemény István költő versbe, illetve még a Bëlga együttes is dalba foglalt a Waxos című zeneszámukban.
Izraelben szintén három bajnoki címet szerzett a Beitar Jerusalem FC-vel és a MK Hapóél Tel-Aviv-vel.
2011 májusában a Boldog Ceferino Lovagrend megalapításában vett részt.

## Pályafutása
A cigány származású futballista 18 évesen került Budapestre.

### Klubcsapatban
A Budapest Honvéd FC-nél Pisont István 1989-ben mutatkozott be. Hét szezont töltött el itt, összesen három bajnoki címet nyert a klubbal.

### A válogatottban
1991 és 1999 között 31 alkalommal szerepelt a válogatottban és egy gólt szerzett. Ötszörös olimpiai válogatott (1989–91), négyszeres ifjúsági válogatott (1987), egyszeres utánpótlás válogatott (1989), egyszeres egyéb válogatott (1989).

## Sikerei, díjai játékosként
Bp. Honvéd / Kispest-Honvéd
- Magyar bajnokság
  - bajnok: 1988–89, 1990–91, 1992–93
  - 2.: 1993–94
  - 3.: 1991–92
- Magyar kupa
  - győztes: 1989
  - győztes: 1996
  - döntős: 1990

 Bétár Jerusálajim
- Izraeli bajnokság
  - bajnok: 1996–97, 1997–98

 Hapóél Tel Aviv
- Izraeli bajnokság
  - bajnok: 1999–00
- Izraeli kupa
  - győztes: 2000
- UEFA-kupa
  - negyeddöntős: 2001–02

## Sikerei, díjai edzőként
Budapest Honvéd FC
- Magyar kupa
  - győztes: 2020

## Statisztika

### Mérkőzései a válogatottban
| Magyarország | Magyarország        | Magyarország                     | Magyarország     | Magyarország | Magyarország        | Magyarország | Magyarország | Magyarország |
| #            | Dátum               | Helyszín                         | Hazai            | Eredmény     | Vendég              | Kiírás       | Gólok        | Esemény      |
| ------------ | ------------------- | -------------------------------- | ---------------- | ------------ | ------------------- | ------------ | ------------ | ------------ |
| 1.           | 1991. február 19.   | Rosario, Central Stadion         | Argentína        | 2 – 0        | Magyarország        | barátságos   | -            | 31'          |
| 2.           | 1991. október 30.   | Szombathely, Rohonci úti stadion | Magyarország     | 0 – 0        | Norvégia            | Eb-selejtező | -            | 83'          |
| 3.           | 1991. december 4.   | León                             | Mexikó           | 3 – 0        | Magyarország        | barátságos   | -            | 61'          |
| 4.           | 1991. december 8.   | San Salvador                     | Salvador         | 1 – 1        | Magyarország        | barátságos   | -            | 63'          |
| 5.           | 1992. április 29.   | Ungvár                           | Ukrajna          | 1 – 3        | Magyarország        | barátságos   | -            | 75'          |
| 6.           | 1992. május 12.     | Budapest, Népstadion             | Magyarország     | 0 – 1        | Anglia              | barátságos   | -            |              |
| 7.           | 1992. május 27.     | Stockholm, Råsunda Stadion       | Svédország       | 2 – 1        | Magyarország        | barátságos   | -            | 59'          |
| 8.           | 1992. június 3.     | Budapest, Népstadion             | Magyarország     | 1 – 2        | Izland              | vb-selejtező | -            | 78'          |
| 9.           | 1992. augusztus 26. | Nyíregyháza, Városi Stadion      | Magyarország     | 2 – 1        | Ukrajna             | barátságos   | -            |              |
| 10.          | 1992. szeptember 9. | Luxembourg, Municipal Stadion    | Luxemburg        | 0 – 3        | Magyarország        | vb-selejtező | -            | 81'          |
| 11.          | 1993. március 7.    | Fukuoka, Hakatanomori Stadion    | Japán            | 0 – 1        | Magyarország        | Kirin-kupa   | -            | 75'          |
| 12.          | 1993. március 10.   | Nagoja, Mizuho Stadion (JPN)     | Egyesült Államok | 0 – 0        | Magyarország        | Kirin-kupa   | -            | 82'          |
| 13.          | 1993. március 31.   | Budapest, Népstadion             | Magyarország     | 0 – 1        | Görögország         | vb-selejtező | -            | 70'          |
| 14.          | 1993. április 15.   | Budapest, Népstadion             | Magyarország     | 0 – 2        | Svédország          | barátságos   | -            |              |
| 15.          | 1993. április 28.   | Moszkva, Luzsnyiki Stadion       | Oroszország      | 3 – 0        | Magyarország        | vb-selejtező | -            |              |
| 16.          | 1993. május 29.     | Dublin, Lansdowne Road           | Írország         | 2 – 4        | Magyarország        | barátságos   | -            |              |
| 17.          | 1993. június 16.    | Reykjavík, Laugardalsvöllur      | Izland           | 2 – 0        | Magyarország        | vb-selejtező | -            |              |
| 18.          | 1994. március 9.    | Budapest, Népstadion             | Magyarország     | 1 – 2        | Svájc               | barátságos   | -            |              |
| 19.          | 1994. április 20.   | Koppenhága                       | Dánia            | 3 – 1        | Magyarország        | barátságos   | -            | 42'          |
| 20.          | 1994. május 4.      | Krakkó                           | Lengyelország    | 3 – 2        | Magyarország        | barátságos   | -            | 64'          |
| 21.          | 1998. október 10.   | Bakı, Tofik Bahramov Stadion     | Azerbajdzsán     | 0 – 4        | Magyarország        | Eb-selejtező | 1            | 88'          |
| 22.          | 1998. október 14.   | Budapest, Népstadion             | Magyarország     | 1 – 1        | Románia             | Eb-selejtező | -            |              |
| 23.          | 1998. november 18.  | Budapest, Üllői úti Stadion      | Magyarország     | 2 – 0        | Svájc               | barátságos   | -            |              |
| 24.          | 1999. március 10.   | Budapest, Üllői úti Stadion      | Magyarország     | 1 – 1        | Bosznia-Hercegovina | barátságos   | -            | 46'          |
| 25.          | 1999. március 27.   | Budapest, Üllői úti Stadion      | Magyarország     | 5 – 0        | Liechtenstein       | Eb-selejtező | -            |              |
| 26.          | 1999. március 31.   | Pozsony, Tekelné Pole Stadion    | Szlovákia        | 0 – 0        | Magyarország        | Eb-selejtező | -            |              |
| 27.          | 1999. április 28.   | Budapest, Népstadion             | Magyarország     | 1 – 1        | Anglia              | barátságos   | -            | 46'          |
| 28.          | 1999. június 5.     | Bukarest, Steaua Stadion         | Románia          | 2 – 0        | Magyarország        | Eb-selejtező | -            | 46'          |
| 29.          | 1999. június 9.     | Győr, Rába ETO Stadion           | Magyarország     | 0 – 1        | Szlovákia           | Eb-selejtező | -            | 73'          |
| 30.          | 1999. augusztus 18. | Budapest, Üllői úti Stadion      | Magyarország     | 1 – 1        | Moldova             | barátságos   | -            |              |
| 31.          | 1999. október 9.    | Lisszabon, Estádio da Luz        | Portugália       | 3 – 0        | Magyarország        | Eb-selejtező | -            | 25'          |
|              | Összesen            |                                  |                  | 31           | mérkőzés            |              | 1            | gól          |